# Kirjat Chajjim (stacja kolejowa)
Kirjat Chajjim (hebr.: קריית חיים) – jedna ze stacji kolejowych w Hajfie, w Izraelu. Jest obsługiwana przez Rakewet Jisra’el.

Stacja znajduje się w północno-wschodniej części miasta Hajfa. Dworzec jest przystosowany dla osób niepełnosprawnych.

## Połączenia
Pociągi z Hajfy jadą do Naharijji, Tel Awiwu, Lod, Modi’in, Rechowot, Aszkelonu i Beer Szewy.
| Kirjat Chajjim                                               |  |                  |
| Linia Naharijja–Hajfa–Tel Awiw–Modi’in Inter-City Service    |  |                  |
| Kirjat Mockin                                                |  | Chucot ha-Mifrac |
| Linia Naharijja–Hajfa–Tel Awiw–Beer Szewa Inter-City Service |  |                  |
| Kirjat Mockin                                                |  | Chucot ha-Mifrac |
| Linia Kirjat Mockin-Hajfa Suburban Service                   |  |                  |
| Kirjat Mockin                                                |  | Chucot ha-Mifrac |